# Caroga Lake
Caroga Lake es un lugar designado por el censo ubicado en el condado de Fulton en el estado estadounidense de Nueva York. En el año 2010 tenía una población de 518 habitantes.

## Geografía
Caroga Lake se encuentra ubicado en las coordenadas 43°8′9″N 74°28′36″O / 43.13583, -74.47667.